# Liste der Bodendenkmale in Brake (Unterweser)
In der Liste der Bodendenkmale in Brake sind die Bodendenkmale der niedersächsischen Gemeinde Brake (Unterweser) aufgeführt. Die Quelle ist der Denkmalatlas Niedersachsen.
- Bitte beachten Sie, dass diese Liste keinen Anspruch auf Vollständigkeit erhebt.
- Die Angaben ersetzen nicht die rechtsverbindliche Auskunft der zuständigen Denkmalschutzbehörde.
- Es sind nur Daten aus dem Denkmalatlas verarbeitet.
- Der Stand der Liste ist der 25. April 2025.

Brake im Landkreis Wesermarsch

## Allgemein
In den Spalten finden sich folgende Informationen des Bodendenkmales:
| Lage         | geographische Koordinaten                                                           |
| Bezeichnung  | Bezeichnung lt. Denkmalatlas                                                        |
| Beschreibung | Beschreibung lt. Denkmalatlas                                                       |
| ID           | Objekt-ID                                                                           |
| Bild         | Bild, ggf. zusätzlich mit Link zu weiteren Fotos im Medienarchiv Wikimedia Commons. |

## Brake
| Lage                       | Bezeichnung     | Beschreibung | ID       | Bild |
| -------------------------- | --------------- | ------------ | -------- | ---- |
| 53° 19′ 46″ N, 8° 28′ 7″ O | Brake 12, Deich |              | 28916011 | BW   |

## Golzwarden
| Lage                        | Bezeichnung                 | Beschreibung | ID       | Bild |
| --------------------------- | --------------------------- | --- | -------- | ---- |
| 53° 20′ 37″ N, 8° 28′ 31″ O | Golzwarden 5, Wurt          | | 28917898 | BW   |
| 53° 20′ 46″ N, 8° 27′ 25″ O | Golzwarden 8, Deich         | | 28917646 | BW   |
| 53° 22′ 16″ N, 8° 27′ 43″ O | Golzwarden 12, Deich        | | 28916907 | BW   |
| 53° 21′ 58″ N, 8° 27′ 35″ O | Golzwarden 19, Jedutenhügel | Durchmesser ca. 30 m und Höhe ca. 4,2 m. Gleichmäßig hochgewölbt mit steilen Hangflächen. Teil der nördl. Hangfläche abgegraben. An der W- und S-Seite bis zum Gipfel ein eingetretener Pfad. | 28966082 |      |
| 53° 21′ 6″ N, 8° 27′ 46″ O  | Golzwarden 27, Wurt         | | 28917201 | BW   |
| 53° 21′ 27″ N, 8° 27′ 30″ O | Golzwarden 45, Wurt         | | 28916032 | BW   |

## Hammelwarden
| Lage                        | Bezeichnung            | Beschreibung | ID       | Bild |
| --------------------------- | ---------------------- | ------------ | -------- | ---- |
| 53° 18′ 30″ N, 8° 29′ 10″ O | Hammelwarden 36, Deich |              | 28916294 | BW   |